# Кормак Еґмундарсон
Кормак Еґмундарсон (Kormak Ögmundarson) (930—970) — давньоскандинавський поет-співець, ісландський скальд.

## Біографія
Корма́к(Кормаґр) Еґмундарсон (тобто Син Еґмунда) жив у Х-му столітті в Ісландії. Він відомий по «Сазі про Кормака», одній з «родових саг». Кормак, син Еґмунда, мріяв про тихе сімейне життя, далеке від похідних вогнищ. Проте талановитому і творчому представнику суворого Середньовіччя доводилося боротися, брати участь у війнах і походах. Хоч із сімейним життям у нього і не склалося, він написав свої перші рядки того дня, коли познайомився з дівчиною Стейнгерд, в яку відразу закохався. Дівчина відповіла йому взаємністю і незабаром вони мали одружитися. Але Кормак запізнюється на весілля з-за прокляття, тому родичі нареченої вирішують віддати її за Берсі. Дізнавшись про це, Кормак викликає Берсі на поєдинок і перемагає його. Та родичі, тримаючи образу на непунктуального поета, видають Стейнгерд заміж за Торвальда Торстейна. Кормак перемагає і його, проте в цей раз сама наречена відмовляється стати його дружиною.
Після того, Кормак слідує за королем Гаральдом Ґрейклоком до Ірландії. Пізніше, Кормак вирушить в похід на Шотландію і там загине в битві з чаклуном.

## Творчість
Кормак Еґмундарсон написав поеми на честь конунгів Харальда і Сігурда(Хоча, це не точно. Відомо, що він складав вірші для Харальда Сірого Плаща (Ґрейклока), але немає чітких доказів про Сігурда.). Він — автор численних любовних пісень і саг, в яких викладені лише факти, безпосереднім свідком яких він був. Кормак створював віси, короткий жанр скальдичної поезії, побудовані за ритмічними та стилістичними канонами. У віршах, які схожі на цитати із саг, скальд оповідає про зустрічі з коханою: «коли вперше побачив у щілину між дверима і порогом її ноги»; «коли у щілину над дверима побачив її очі»; «коли чув, як дівчина говорила зі своєю служницею». Він звертається до коханої, сумуючи про непідступність «суворої Стейнгерд»: «легше плисти камінню, немов зерну у хвилях».
Найбільша сага названа його іменем — «Сага про Кормака». Це є одна з «родових саг». Кормак розповідає, як випадковість завадила йому прибути вчасно в день весілля з нареченою Стейнгердою, і розгнівані батьки видали дівчину за іншого. Стейнгерд присвячено більшість любовних пісень Кормака.